# グラハム・ファリッシュ
グラハム・ファリッシュ（Graham Farish）は、イギリスの鉄道模型ブランド。

## 概要
グラハム・ファリッシュは、バックマン傘下のイギリスのNゲージ鉄道模型ブランドである。かつては独立したメーカーで、OOゲージとNゲージ鉄道模型を生産していたが、倒産や買収を経てNゲージ専業ブランドとなっている。略称はGrafar 、Farish 。
同ブランドではイギリス国鉄を中心に、国有化前の4大鉄道時代や国鉄民営化後の車両を製品化する。これら製品は多くのNゲージ鉄道模型がそうであるように「直流二線式」を採用する。縮尺は主にイギリスのNゲージで使われる1/148を採用している。
日本語では「グラハム・ファリッシュ」「グラファー」などと呼称される。

## 歴史
イングランド南西部ドーセット州プール（Poole）で無線機メーカーとして創業した。当初は無線機や部品を製造していたが、第二次世界大戦終結後の1940年代後半には無線機の需要が落ちたため、1950年代初頭に鉄道模型の製造に参入した。最初にOOゲージの線路やイギリスの貨車、アクセサリー類を発売した。1953年に発売したエリザベス女王戴冠式のフィギュアは現在コレクターズアイテムとなっている。
同社のOOゲージ車両はMZAC合金を使用していた。MZAC合金はマグネシウム、亜鉛、アルミニウム、銅の合金で、それぞれの頭文字をとって「MZAC」と呼ばれていた。この合金は当時、純度の低い亜鉛を使用していたため、後年になって崩壊するものが多かった。動力車は直流2極モーターを使用していた。
1970年代一時期にブランド名を「Graham Farish」から「Grafar」に変更していた。1970年初め頃、イギリスのOOゲージ市場は行き詰まり閉塞感が漂っていたため、グラハム・ファリッシュでは新たにNゲージに参入し、イギリスにおける鉄道模型のニッチ市場を開拓することになった。
最初に投入したのは9400形・タンク蒸気機関車、2軸の客車、4軸ボギーの客車2種、貨車などで、ボギー客車はロンドン・ミッドランド・アンド・スコティッシュ鉄道 (LMS) の客車をモデルとした「近郊客車」（suburban）とサザン鉄道 (SR) の客車をモデルとした「本線客車」（Mainline）であった。これらの客車にカレドニアン鉄道、LMS、SR、ロンドン・アンド・ノース・イースタン鉄道 (LNER) 、グレート・ウェスタン鉄道 (GWR) の塗装を施し発売した。
当初の動力車は直流3極モーターを使用した合理的な設計であったが、ギヤは全て真鍮製であり、当時ライバルであったイタリアのリマ製品よりも信頼性が高かった。1980年代前半に3極モーターを5極に変更し、走行性を改善した。また真鍮ギヤを白いナイロン製に変更したがこれは一時的なものであった。その後薄い黒いプラスチック製のギヤに変更したが、これは割れやすかったため（後述）、後年厚いプラスチック製のギヤに変更した。
国内でライバルとなったピィコではグラハム・ファリッシュよりよく出来た車両製品を発売していたが、機関車や客車には参入せず、貨車とスケール通りの線路の製造に専念することになった。
1980年代後半にイタリアを拠点とするリマと、ドイツを拠点とするトリックスがイギリスのNゲージ市場から撤退したことでグラハム・ファリッシュの優位性は高まった。同時期に、市場に閉塞感のあったOOゲージ市場から撤退した。1990年代後半時点では機関車、客車、気動車、貨車、線路、ストラクチャーなど、350品目未満の製品を生産した。線路はスタートセットだけでなく、8フィート×2フィート6インチのオーバルコースを組むことが出来るセットを展開した。
2001年、香港のケーダーに買収され、バックマン傘下となった。ドーセット州プールの工場は閉鎖され、生産設備は中国へ移された。

## 製品
かつてのOOゲージ製品は純度の低い亜鉛合金 (MZAC合金) を使用していたため、劣化が酷かったが、後年になりプラスチック製品も発売した。線路は「道床なし」の「組み立て式」を展開していた。
独立時代は略称として「Grafar」と表記・呼称されることがあったが、バックマン傘下となった後は「Farish」と表記・呼称されることが多い。
バックマン傘下においては、同社のOOゲージブランドである「バックマン・ブランチライン」の設計を流用し、Nゲージ用に縮小コピーされたものが増えている。OOゲージ製品の発売後、半年後に同形式のNゲージ製品が発売されることが多い。
縮小コピーでは、イギリス国鉄04形ディーゼル機関車、08形ディーゼル機関車、42形ディーゼル機関車 (ウォーシップ) 、37形ディーゼル機関車、66形ディーゼル機関車、108形気動車、LMSジュビリー級蒸気機関車、ロイヤル・スコット級蒸気機関車などを発売した。
多くの動力車はデジタルコマンドコントロールに対応しているが、いくつかの製品ではデコーダーを搭載する余裕が無いため非対応となっている。
1980年代以降に生産した黒い薄いプラスチックギヤを使用した製品において、ギヤが割れる事例が報告されている。これは真鍮製ギヤや白いナイロン製ギヤの製品には見られないもので、イギリス生産と中国生産初期の製品で発生している。後年に厚みを増したギヤに変更することで割れることは少なくなっている。

### ラベル
グラハム・ファリッシュ製品は黒い紙パッケージに入れられており、イギリス時代から生産されていた製品には妻部に黄色いラベルが貼られている。中国生産となった後の製品は妻部に白いラベルが貼られており、イギリス製品と中国製品の区別をつけることが出来るようになっている。